# Satirické divadlo Večerní Brno
Satirické divadlo Večerní Brno bylo české divadlo, které mezi lety 1959 a 1992 fungovalo v Brně. Soubor vystřídal v průběhu svých počátků několik působišť, avšak od roku 1966 hrál v nynějším domě Jakub v centru Brna na Jakubském náměstí. S Večerním Brnem jsou spjaty osobnosti jako herec Lubomír Černík, herec Jiří Pecha, zpěvačka Eva Pilarová, herec Miroslav Horníček nebo zpěvák Waldemar Matuška. Divadlo bylo zrušeno v roce 1992.

## Historie
| Název                          | Období    |
| ------------------------------ | --------- |
| Kabaret Večerní Brno           | 1959–1961 |
| Večerní Brno                   | 1961–1963 |
| Satirické divadlo Večerní Brno | 1963–1990 |
| Divadlo u Jakuba               | 1990–1992 |

### 50. léta
Divadlo vzniklo z několika různých kulturních skupin působících v Brně. Jednou z nich byla například skupina členů Divadla Julia Fučíka, dále kolektiv divadla Směr (Lubomír Černík, V. Sís). Hlavními iniciátory založení Večerního Brna byli členové literární redakce brněnského rozhlasu. V té době v rozhlasu pod vedením Jana Skácela pracovali Miroslav Skála, Vlastimil Pantůček a Karel Tachovský. Inspirací pro vznik Večerního Brna byly polské kabarety. Založení souboru je spjato se jmény jako Olga Zezulová, Lubomír Černík, Ladislav Suchánek a Ladislav Štancl. Večerní Brno v tomto období stavělo repertoár především na improvizovaných estrádních večerech.
Titul Večerní Brno neměl podle Vladimira Fuxe svého autora. Vznikl jako narážka na skutečnost, že Praha má svůj večerník, zatímco Brno ne. Večerní Brno byl také název pro první kabaretní pásmo, které mělo premiéru 21. září 1959 v divadle Radost.

### 60. léta
| Jméno             | Období    |
| ----------------- | --------- |
| Evžen Sokolovský  | 1961–1967 |
| Luděk Ambrož      | 1965–1966 |
| Peter Scherhaufer | 1967–1970 |
| Arnošt Goldflam   | 1976–1978 |
| Leonard Walletzký | 1980–1985 |
| Pavel Harvánek    | 1983–1990 |
| Pavel Rímský      | 1984–1984 |
| Otto Řídký        | 1988–1989 |
| Jiří Tauber       | 1989–1990 |
| Evžen Sokolovský  | 1990–1992 |

Po uvedení hry Anděl na střeše (1960) v Lidovém domě („Musilka“) v Husovicích zakotvilo divadlo v Juranově dělnickém domě. Jako první v tomto prostoru byla uvedena inscenace Pozor, hodný pes! (prosinec 1960) v režii Evžena Sokolovského.
Mezi lety 1961 a 1966 stál v čele Večerního Brna jako umělecký vedoucí právě Sokolovský (ve stejném období působil také jako šéfrežisér Mahenovy činohry). Ukončil éru pásem a kabaretních forem, které se staly přežitkem, a zaměřil se výhradně na satirickou komedii. V roce 1962 přišel s myšlenkou uvedení aktualizace Hamleta III od E. F. Buriana. Po zásadních aktualizacích, které provedl Vladimír Fux, se text od původní předlohy odchýlil natolik, až vznikl úplně nový dramatický text Hamlet IV. aneb Cirkus Elsinor. Po této inscenaci byla Fuxovi nabídnuta pozice dramaturga ve Večerním Brně. Hereckou hvězdou tohoto období byl Lubomír Černík, který představoval typickou postavu přemýšlivého a inteligentního klauna. Další významní herci této doby jsou Ladislav Suchánek, Dobroslav Riegel, Mája Beránková, Stáňa Klapková, Miroslav Výlet, Zdeněk Blažek, Jiří Jurka, Milan Holubář, Ivan Hojar, Rudolf Kokeš, Jaroslav Fert, Aranka Lapešová či Karel Augusta. V divadle také hostovali např. Dorek Rosenmayer, Marcel Halouzka nebo Milan Hlavín.
Největším úspěchem této éry Večerního Brna byla inscenace hry Král-Vávra (1964) Milana Uhdeho. Myšlenka inscenace Krále-Vávry se zrodila v dramaturgické pracovně Bořivoje Srby, tehdejšího dramaturga Mahenovy činohry, kterému Milan Uhde prezentoval svůj nápad dramatizovat text Král Lávra Karla Havlíčka Borovského. Vlivem doby, která znemožňovala uvedení textu tohoto typu v Mahenově činohře, byl Uhde Srbou poslán do Večerního Brna za Sokolovským, který se zinscenování tohoto textu zhostil.
V roce 1965 se divadlo přestěhovalo do bývalého působiště Divadla bratří Mrštíků na Jakubském náměstí (dům Jakub, později sídlo Divadla Bolka Polívky). Se změnou prostoru se pojila také změna repertoáru. Kromě autorských her členů Večerního Brna byly uváděny také mnohé hry jiných soudobých autorů, např. Vyrozumění (Václav Havel), Nežert (Ludvík Kundera). Divadlo se tehdy při uvádění činoherního repertoáru potýkalo s potížemi souvisejícími především s nedostatkem profesionálů v hereckém souboru.
Následně se v čele divadla vystřídali Miroslav Zejda (1966–1967) a Peter Scherhaufer (1967–1970). Společně s druhým jmenovaným přišli někteří herci, kteří spolu s ním absolvovali Janáčkovu akademii múzických umění: František Hromada, Ludmila Kolářová, Jiří Pecha a Milan Horský-Rozkydálek. V době obou ředitelů zesilovala linie uváděných inscenací, které utvářely image divadla politické satiry s vyhraněnou politikou. Uváděl se například Kat a blázen Voskovce a Wericha (září 1968) nebo aktualizovaná Svoboda v Koucourkově (1968) Jana Nepomuka Nestroye. Inscenace dosáhla sto dvaceti repríz, ale z důvodu nastávající normalizace byla společně s inscenací Kat a blázen stažena z repertoáru.
S přicházející normalizací se režie Petera Scherhaufera změnily, musel inscenovat politicky méně dráždivé kusy. V této době dostal i režijní dozor. Na počátku 70. let musel Scherhaufer divadlo opustit, protože mu nebyla prodloužena smlouva. Spolu s ním odešli i další členové souboru, mezi nimi např. i Jiří Pecha.

### 70. léta
| Název                   | Adresa                         | Období           |
| ----------------------- | ------------------------------ | ---------------- |
| Loutkové divadlo Radost | Bratislavská 32, Zábrdovice    | sezóna 1959/1960 |
| Lidový dům              | Musilova 2, Husovice           | 1960             |
| Juranův dům             | Milady Horákové 18, Zábrdovice | 1960–1965        |
| Dům Jakub               | Jakubské náměstí 5             | 1966–1992        |

Mezi lety 1970 a 1972 se stala výraznou součástí Večerního Brna dvojice Milan Lasica a Július Satinský, kteří se do Brna přesunuli poté, co jim byla zakázána činnost na Slovensku. Na scéně Večerního Brna uvedli dvě inscenace, a to Večer pro dva (1970) a Jak vznikla slípka (1971).
70. léta byla pro Večerní Brno kritická. Kromě Petera Scherhaufera odešel i Ladislav Štancl a dramaturg Rudolf Žák, zemřel ředitel Miroslav Zejda, Lubomír Černík byl donucen k odchodu a následně spáchal sebevraždu. V roce 1973 přišel do divadla Jiří Krejčík a začal se souborem Večerního Brna zkoušet inscenaci Manželství po francouzsku. Divadlo ztratilo tvář autorské satirické scény a až do konce svého působení v roce 1992 se řadilo mezi běžná repertoárová divadla. Výjimkou bylo hudební představení Život není jen náhoda, kterou napsal a s mladými členy divadla nastudoval Ivo Kučera. Premiéra byla 15. června 1978. Hráli Ivo Kučera, Karel Mišurec, Jindřich Světnica a Lila Kolářová j.h. Písně Osvobozeného divadla a život Jaroslava Ježka doprovázel orchestr Antonína Juliny. Po hladových a neúspěšných letech se hra dočkala 99 repríz a byla stažena z repertoáru po emigraci Ivo Kučery.

### 80. léta
| Zřizovatel                            | Období    |
| ------------------------------------- | --------- |
| Krajský dům osvěty                    | 1959–1960 |
| Krajské kulturní a osvětové středisko | 1960–1964 |
| Jihomoravský krajský národní výbor    | 1965–1990 |
| město Brno                            | 1991–1992 |

Období osmdesátých let charakterizují např. inscenace Pavla Dostála Gaudeamus igitur (1985) nebo Balada z hadrů (1986). Dalšími inscenacemi tohoto období byly např. Zojčin byt (1985) Josefa Morávka a Velký kombinátor končí (1989) Vladimíra Morávka.

### 90. léta
Od 1. května 1988 bylo Satirické divadlo Večerní Brno součástí nově zřízené organizace Brněnská divadla. Po sametové revoluci byla tato organizace k 31. březnu 1990 zrušena. Divadlo se opět stalo samostatný souborem, přejmenovalo se na Divadlo u Jakuba a vrátil se do něj režisér Evžen Sokolovský. Ten se rozhodl znovu uvést Hamleta IV. a divadlo tak přiblížit období jeho největší slávy. Tato snaha byla ovšem marná a divadlo bylo k 7. říjnu 1992 rozhodnutím zřizovatele, města Brna, zrušeno.

## Výběr z repertoáru

### Hamlet IV. aneb Cirkus Elsinor(1962)
Inscenace v režii Evžena Sokolovského měla premiéru 27. května 1962. Text Vladimíra Fuxe byl vytvořen na základě úpravy Hamleta III. E. F. Buriana. V průběhu zkoušení však došlo k mnoha přepisům a vkladům, až se z textu stala transkripce a vznikl Hamlet IV. aneb Cirkus Elsinor. Fux pracoval při přípravě inscenace jak s původním Shakespearovým Hamletem, tak s Hamletem Julesa Laforgua a s Hamletem III. E. F. Buriana.
Inscenace byla divácky úspěšná. Jedním z důvodů byla také skutečnost, že si divák v inscenaci našel narážky i na takové věci, které autory nezamýšleli na scéně zobrazovat. Kritika byla z inscenace nadšena a chválila ji např. v literárním časopise Host do domu i Divadelních novinách.

### Drak je drak čili kterak Žužličtí k rozumu přišli(1963)
Hru Drak je drak čili Kterak Žužličtí k rozumu přišli napsali společně Vladimír Fux, Miroslav Skála a Vlastimil Pantůček. Za režií opět stál Evžen Sokolovský a premiéru měla 17. ledna 1963. Jednalo se o kritiku režimu schovanou za příběhem o zmoudření středověkých Žužličanů, kteří si k zakrytí svých hříchů vymysleli neexistujícího draka. V následujícím roce se tento text stal nejhranějším titulem v celém Československu. Na repertoáru jej mělo dvacet pět divadel. Inscenace byla populární jak díky hudbě Ladislava Štancla, tak výtvarnému zpracování Vladimíra B. Růžičky a dosáhla více než sto repríz.

### Král-Vávra(1964)
Text Milana Uhdeho Král-Vávra, který měl premiéru 26. února 1964, zrežíroval opět Evžen Sokolovský. Na této inscenaci se podílela i šansoniérka Ljuba Hermanová. Zatímco hry Hamlet a Drak byly blízké tradiční poetice Osvobozeného divadla, Král-Vávra neměl s Osvobozeným divadlem mnoho společného. Inscenace se stala největší satirou v historii divadla vůbec, neboť byl přímou kritikou režimu prezidenta Antonína Novotného. Králem-Vávrou skončila nejvýznamnější etapa Večerního Brna.

### Autobus(1984)
V roce 1984 byl novým kmenovým režisérem Večerního Brna jmenován Pavel Harvánek. Hned jeho první inscenace ve Večerním Brně Autobus byla přijata velice pozitivně a posléze se stala největším úspěchem sezóny. Večerní Brno se s touto inscenací zúčastnilo jubilejní přehlídky ke 100. výročí brněnského divadelnictví.

### Gaudeamus igitur(1985)
Inscenace Pavla Dostála měla premiéru 25. dubna 1985. Jednalo se o inscenaci ze studentského prostředí z doby heydrichiády. Inscenace se vyznačovala především hudbou Richarda Pogody.